# Холл, Дидри
Дидри Холл (англ. Deidre Hall; род. 31 октября 1947, Милуоки, Висконсин) — американская актриса и бывшая фотомодель, наиболее известная по роли доктора Марлен Эванс в мыльной опере «Дни нашей жизни», которую она играет на протяжении почти четырёх десятилетий. Персонаж считается одним из самых популярных в истории мыльных опер благодаря многочисленным возмутительным сюжетным ходам.

## Биография
Дидри Энн Холл родилась в Милуоки, штат Висконсин, а выросла в городе Лейк-Уэрт, штат Флорида. В возрасте двенадцати лет она была выбрана главой черлидеров школы Лейк-Уорт, которую Холл закончила в 1965 году. После она переехала в Лос-Анджелес, где начала карьеру модели. Вскоре она начала появляться в различных телешоу и решила полностью посвятить себя актёрской карьере. В 1976 году она получила главную роль суперженщины в сериале «Электро женщина», который был популярен среди подростков, однако просуществовал в эфире лишь 16 эпизодов.
Дидри Холл добилась наибольшей известности благодаря роли доктора Марлен Эванс в дневной мыльной опере «Дни нашей жизни», которую она исполняет с 1976 года. За свою роль она получила ряд наград, а также многократно номинировалась на главную телевизионную премию «Эмми», хотя никогда не выигрывала.
Холл несколько раз уходила из «Дней нашей жизни». Первый раз в 1986 году, когда получила главную роль в прайм-тайм телесериале «Наш дом». Хотя проект получал хорошие отзывы от критиков, рейтинги сериалы были не высоки и канал закрыл его в 1988 году, после двух сезонов. Последующие несколько лет Дидри Холл регулярно снималась в различных телефильмах, а также была гостем в таких сериалах как «Отель», «Коломбо» и «Она написала убийство». Она вернулась в сериал «Дни нашей жизни» в 1991 году из-за того, что продюсеры сериала стремились повысить рейтинги проекта благодаря возвращению в него популярного персонажа. В конечном итоге она осталась в шоу на последующие восемнадцать лет, покинув его в 2009 году из-за финансовых разногласий с продюсерами. В 2011 году она вернулась в шоу, когда продюсеры предложили актрисе гонорар более 60 тыс. долларов в месяц, что является максимумом для актёров дневного телевидения, за исключением Сьюзан Луччи.
В июне 2013 года было объявлено, что Холл будет удостоена именной звезды на голливудской «Аллее славы» в 2014 году.
Дидри Холл была замужем четырежды. У неё есть два сына от четвёртого брака со Стивом Сомером, рождённые суррогатной матерью.